# USS Leyte (CV-32)
O USS Leyte (CV-32) foi um porta-aviões da Marinha dos Estados Unidos, pertencente à Classe Ticonderoga.

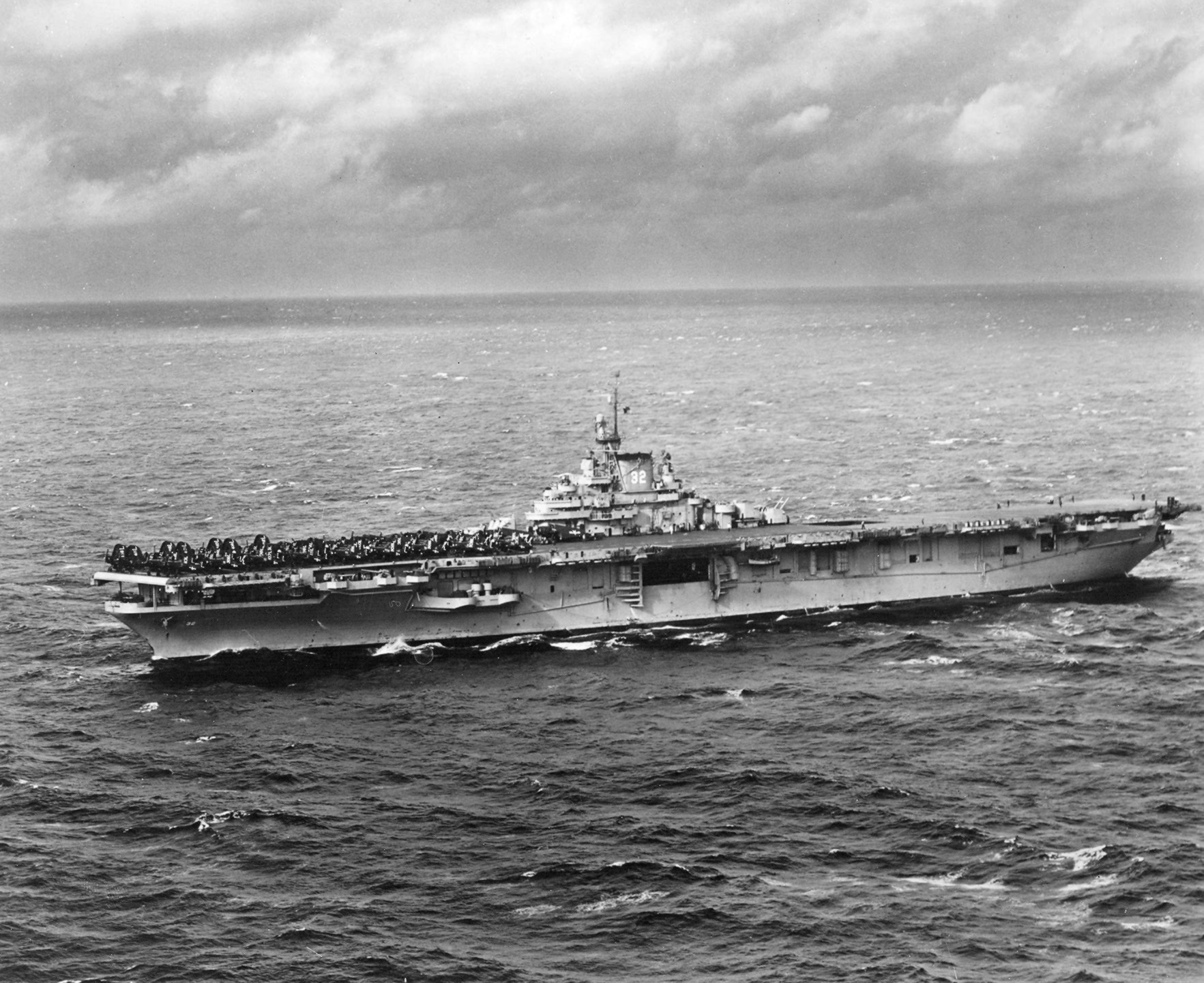
USS Leyte (CV-32) 1948
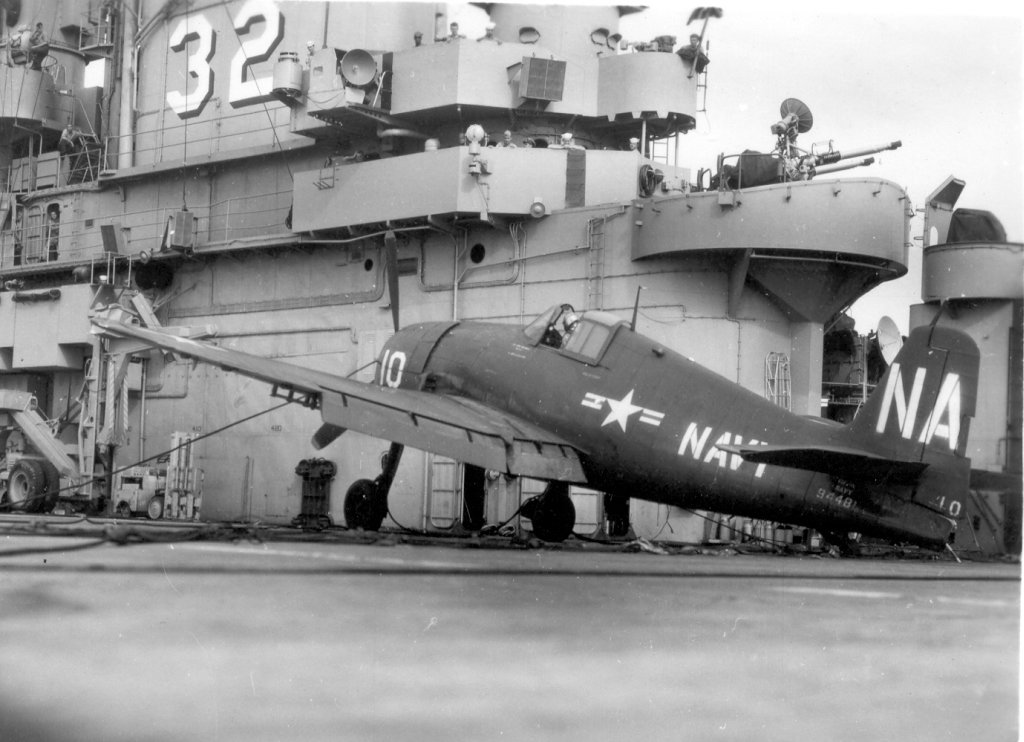
Um Grumman F6F-5N no convés de voo do Leyte (CV-32).